# Gál Gyula (kézilabdázó)
Gál Gyula (Várpalota, 1976. augusztus 18. –) magyar kézilabdázó. 2000 óta volt a válogatott tagja. A nemzeti csapattal olimpiai negyedik lett (2004), illetve kétszer világbajnoki hatodik (2003;2009). 2006-ban az év férfi kézilabdázója lett.

## Klubsikerei
Gál Gyula hétszeres magyar bajnok és ötszörös magyar kupagyőztes. 2002-ben az EHF-bajnokok ligája döntőbe jutott (SC Magdeburg 23:21 / 30:25 Fotex Veszprém KC ), 2008-ban pedig KEK-et nyert (MKB Veszprém KC 37:32 / 28:28 Rhein-Neckar Löwen).Kétszeres horvát bajnok és kupagyőztes.(CO Zagreb 2010, 2011)

## Díjai, elismerései
Az év magyar kézilabdázója (2006)